# Cultura de las tumbas de Gandhara
La cultura de tumbas de Gandhara (o cultura del río Swat) emergió hacia el 1600 a. C. y floreció en Gandhara (Pakistán) entre el 1500 y el 500 a. C., posiblemente hasta la época del gramático indio Panini (fallecido hacia el 460 a. C.).

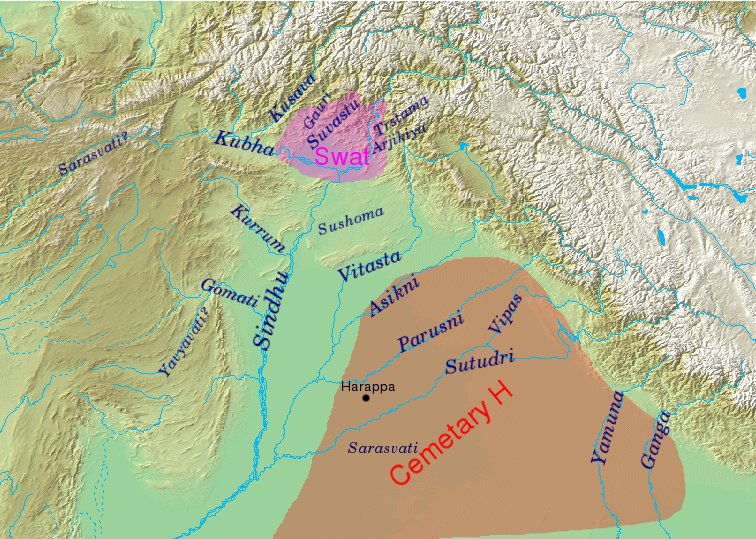
Mapa de la zona ocupada por la cultura Swāt (entre el 1600 y el 500 a. C.) y por la cultura del Cementerio H (entre el 1900 y el 1300 a. C.) en la época védica; la ciudad de Harappa (mostrada en el centro inferior de la figura) fue abandonada en el 1700 a. C.

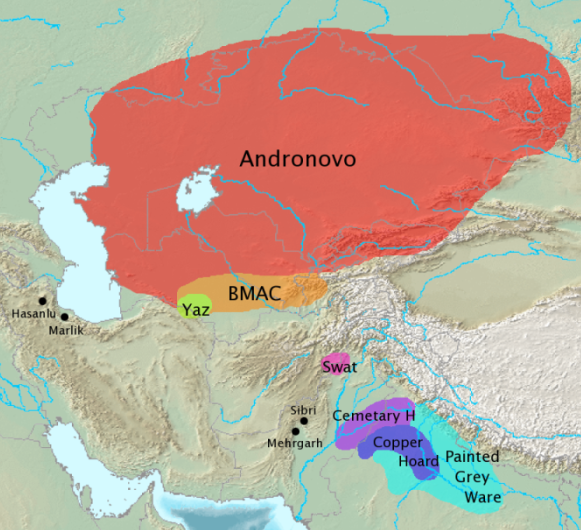
Culturas arqueológicas asociadas con la migración indo-irania (según la Enciclopedia de la cultura indoeuropea). Frecuentemente se ha asociado a estas migraciones indoiranias a las culturas de andrónovo, cultura bactriamargiana y la cultura yaz. Las culturas cultura de tumbas de Gandhara, la cultura del Cementerio H, la cultura de la cerámica gris pintada y la cultura de las provisiones de cobre son las candidatas a ser culturas asociadas con la migración indoaria (cultura védica).

Se han hecho hallazgos relevantes, artefactos encontrados principalmente en tumbas, distribuido a lo largo de las riberas del río Swat y río Dir en el norte, Taxila en el sureste y el río Gomal en el sur.
La cerámica muestra vínculos claros con hallazgos contemporáneos del sur de Asia Central (BMAC) y la llanura iraní.
Figurines de terracotta de hechura simple se enterraron con la alfarería, y otros artículos se decoraron con diseños sencillos con puntos.
En por lo menos un enterramiento se encontraron restos de caballos.
La mayoría de los escritores relacionan a estos pueblos de las tumbas de Gandhara con los primeros hablantes indoarios, y con la migración indo-aria hacia India, que —fundiendo elementos propios de los dos remanentes principales de la cultura del valle del río Indo (que son la cultura del Cementerio H y la cultura de la alfarería coloreada de ocre)— dieron nacimiento a la civilización védica.
La gente de la cultura de Gandhara comparte afinidades biológicas con la población de la aldea neolítica Mehrgarh, lo que sugiere un continuo biológico entre los antiguos pueblos de Timargarha y Mehrgarh.

En los siglos que precedieron a la cultura de Gandhara, durante los principios del periodo harapano (entre el 3200 y el 2600 a. C.), las similitudes en alfarería, sellos, figurines, ornamentos, etc., documentan un intenso intercambio de caravanas de mercaderes entre el sur de Asia y Asia Central y la meseta iraní.